# Rödpagell
Rödpagellen (Pagellus erythrinus) är en fisk från familjen havsrudefiskar (Sparidae).

## Utseende
Rödpagellen har en enfärgat rödaktig kropp med gradvis ljusare, silverfärgad buk. Mun- och gälhålor är svarta. Kroppen är tillplattad från sidorna. Maximal längd är 60 cm, även om den sällan når över 25 cm. Vikten kan nå upp till drygt 3 kg.

## Vanor
Fisken lever semipelagiskt i vatten med såväl hård (sten och klippor) som mjuk (sand och dy) botten. i Medelhavet går den ner till 200 meters djup, i Atlanten 300 meter. Under vintern vandrar den till djupare vatten. Den lever främst på ryggradslösa djur och mindre fiskar. Rödpagellen är hermafrodit och fungerar först som hona, för att senare, omkring 3-årsåldern, övergå till att vara hane.

## Utbredning
Rödpagellen finns i kustnära vatten från södra Norge via Brittiska öarna till Medelhavet och vidare ner till Kap Verdeöarna, Kanarieöarna, Madeira och Guinea-Bissau. Kan gå in i Skagerack, men fortplantar sig inte i Sverige.

## Kommersiell användning
Arten är en populär matfisk, som fiskas kommersiellt i Medelhavet och angränsande områden.